# Tony Goldwyn
Anthony Howard Goldwyn, bardziej znany jako Tony Goldwyn (ur. 20 maja 1960 w Los Angeles w stanie Kalifornia) – amerykański aktor filmowy, teatralny i telewizyjny, scenarzysta i reżyser.
Nominowany do nagrody Saturna w kategorii najlepszy aktor drugoplanowy za występ w melodramacie Uwierz w ducha (Ghost, 1990). Zagrał również w adaptacji książki Veronici Roth Niezgodna (Divergent, 2014). W serialu ABC Skandal (Scandal, 2012) wcielił się w postać prezydenta Stanów Zjednoczonych Fitzgeralda Granta III.

## Filmografia

### Filmy fabularne
- 1986: Piątek, trzynastego VI: Jason żyje (Friday the 13th Part VI: Jason Lives) jako Darren
- 1987: Gaby. Historia prawdziwa (Gaby: A True Story) jako David
- 1989: Mroczne wakacje (Dark Holiday) jako Ken Horton
- 1990: Uwierz w ducha (Ghost) jako Carl Bruner
- 1991: Iran: Dni kryzysu" (L'Amérique en otage, TV) jako Jody Powell
- 1992: Kuffs jako Ted Bukovsky
- 1992: Ślady czerwieni (Traces of Red) jako Steve Frayn
- 1993: Piekielna gorączka (Taking the Heat, TV) jako Michael
- 1993: Love Matters (TV) jako Geoffrey
- 1993: Raport Pelikana (The Pelican Brief) jako Fletcher Coal
- 1994: Działo zagłady (Doomsday Gun, TV) jako Donald Duvall
- 1995: Truman (TV) jako Clark Clifford
- 1995: Nixon jako Richard Nixon
- 1995: Feralna Gwiazdka (Reckless) jako Tom
- 1996: Sedno sporu (The Substance of Fire) jako Aaron Geldhart
- 1996: Chłopaki z sąsiedztwa (The Boys Next Door, TV) jako Jack Palmer
- 1997: Trouble on the Corner jako Jeff Stewart
- 1997: Kolekcjoner (Kiss the Girls) jako dr William „Will” Rudolph
- 1998: Mniejsze zło (The Lesser Evil) jako Frank O’Brian
- 1999: Tarzan jako Tarzan (głos)
- 1999: Pocahontas (Pocahontas: The Legend) jako Sir Edwin Wingfield
- 2000: 6-ty dzień (The 6th Day) jako Michael Drucker
- 2001: Bounce: Gra o miłość (Bounce) jako Greg Janello
- 2001: Amerykańska rapsodia (An American Rhapsody) jako Peter Sandor
- 2002: Porzucona (Abandon) jako dr David Schaffer
- 2002: Joshua jako Joshua
- 2002: Kingdom Hearts (gra wideo) jako Tarzan (głos)
- 2003: Ash Tuesday jako Elliott
- 2003: Ostatni samuraj (The Last Samurai) jako Pułkownik Bagley
- 2005: The Godfather of Green Bay jako Wielki Jake Norquist
- 2005: Broń dla każdego (American Gun) jako Frank
- 2005: Romanse i papierosy (Romance & Cigarettes) jako Pierwsza miłość Kitty
- 2005: Trzy siostry (The Sisters) jako Vincent Antonelli
- 2005: Ghosts Never Sleep jako Jared Dolan
- 2009: Poliwood w roli samego siebie
- 2009: Ostatni dom po lewej (The Last House on the Left) John Collingwood
- 2011: Mechanik (The Mechanic) jako Dean
- 2014: Niezgodna (Divergent) jako Andrew Prior
- 2015: Zbuntowana (The Divergent Series: Insurgent) jako Andrew Prior
- 2016: Eksperyment Belko (The Belko Experiment) jako Barry Norris
- 2017: Czego życzy sobie kobieta (All I Wish) jako Adam
- 2017: Tajne źródło (Mark Felt: The Man Who Brought Down the White House) jako Ed Miller
- 2021: King Richard: Zwycięska rodzina (King Richard) jako Paul Cohen
- 2022: Ludzie, których nie cierpimy na weselach (The People We Hate at the Wedding) jako dr Goulding
- 2023: Przerwany lot (Plane) jako Scarsdale
- 2023: Zabójcze wesele (Murder Mystery 2) jako Silverfox
- 2023: Oppenheimer (Oppenheimer) jako Gordon Gray
- 2023: Ezra (Ezra) jako Bruce

### Seriale TV
- 1987: St. Elsewhere jako Henry
- 1987: Matlock jako dr Mark Campion
- 1987: CBS Summer Playhouse jako Paul
- 1987: Projektantki (Designing Women) jako Kendall
- 1988: Prawnicy z Miasta Aniołów (L.A. Law) jako Chris Arnett
- 1988: Łowca (Hunter) jako Byron
- 1988: Murphy Brown jako Bobby Powell
- 1991: Opowieści z krypty (Tales from the Crypt) jako dr Carl Fairbanks
- 1998: Z Ziemi na Księżyc (From the Earth to the Moon) jako Neil Armstrong
- 2001: Frasier jako Roger
- 2004: Bez śladu (Without a Trace) jako Greg Knowles / Rick Knowles
- 2004–2005: Słowo na L (The L Word) jako Burr Connor
- 2006: Dexter (serial telewizyjny) jako dr Emmett Meridian
- 2007–2008: Prawo i porządek: Zbrodniczy zamiar (Law & Order: Criminal Intent) jako Frank Goren
- 2009: Żona idealna (The Good Wife) jako Sędzia Henry Baxter
- 2011: Jej Szerokość Afrodyta (Drop Dead Diva) jako Alan Roberts
- od 2012: Skandal (Scandal) jako Prezydent Fitzgerald Grant III

### Reżyser
- Chirurdzy (Grey’s Anathomy, 2005−2006)
- Prawo i porządek (Law & Order, 2006)
- Przyjaciele (The Last Kiss, 2006)